# Невирішувана головоломка
Невирішувана головоломка, інша назва Головоломка суми та множення — це головоломка, яка називається «невирішуваною», бо їх наче не достатньо інформації для вирішення. Вона вперше була надрукована в 1969 році Гансом Фройденталем,, а назву Невирішувана головоломка отримала від Мартіна Гарднера. Головоломка насправді вирішувана, хоча і не легко. Існує багато схожих версій головоломок.

## Головоломка
X та Y є два різні цілі числа, більші за 1, сума яких менше 100. S та P — два математики; S знає суму X+Y, P знає результат множення X*Y, і обидва знають інформацію у цих двох твердженнях. Відбувається така розмова:
- P каже «Я не можу вгадати ці два числа.»
- S каже «Я був впевнений, що ти їх не вгадаєш. Я їх теж не можу вгадати.»
- P каже «Тоді, я їх знаю.»
- S каже «Якщо ти можеш їх вгадати, то і я їх знаю.»

Що це за два числа?

## Рішення
У рішенні X та Y дорівнюють 4 та 13 (або навпаки), коли P знає, що результат множення 52, а S знає, що сума — 17.
Спочатку P не знає рішення, бо
52 = 4 × 13 = 2 × 26
а S знає, що P не знає рішення, оскільки всі можливі пари чисел, сума яких дорівнює 17, також дають неоднозначні результати множення. Однак кожен може отримати рішення шляхом відкидання інших варіантів, беручи до уваги твердження опонента, і це достатньо, щоб читач знайшов рішення в наданих обмеженнях.

## Детальне рішення
Математик P
P знає, що результат множення p=52. P має варіанти (2,26) та (4,13). Тому P знає, що сума s=28 або s=17.
Якщо s=28:
S матиме варіанти (2,26), (3,25), (4,24), (5,23), (6,22), (7,21), (8,20), (9,19), (10,18), (11,17), (12,16) та (13,15).
S знатиме, що якщо (5,23) або (11,17), P знатиме ці числа.
S не зможе сказати «Я був впевнений, що ти їх не вгадаєш.»
Якщо s=17:
S матиме варіанти (2,15), (3,14), (4,13), (5,12), (6,11), (7,10) та (8,9).
S знатиме, що P не знатиме ці числа.
S зможе сказати «Я був впевнений, що ти їх не вгадаєш».
Тому, коли S каже «Я був впевнений, що ти їх не вгадаєш», P відкидає (2,26) та розуміє, що відповідь — (4,13).
Математик S
S знає, що сума s=17. S має варіанти (2,15), (3,14), (4,13), (5,12), (6,11), (7,10) та (8,9). Тому S знає, що результат множення p може бути 30, 42, 52, 60, 66, 70 або 72.
Коли P каже «Тоді, я їх знаю», S розуміє, що його попереднє твердження відкинуло для P всі варіанти крім одного.
S повторює хід думки P
P знає, що p=30. P має варіанти (2,15), (3,10) та (5,6). P знає, що s дорівнює 17, 13 або 11.
Якщо s=17:
S матиме варіанти (2,15), (3,14), (4,13), (5,12), (6,11), (7,10) та (8,9).
S знатиме, що P не знатиме ці числа.
S зможе сказати "Я був впевнений, що ти їх не вгадаєш".
Якщо s=13:
S матиме варіанти (2,11), (3,10), (4,9), (5,8) та (6,7).
S знатиме, якщо (2,11), то P знатиме числа.
S не зможе сказати "Я був впевнений, що ти їх не вгадаєш".
Якщо s=11:
S матиме варіанти (2,9), (3,8), (4,7) та (5,6).
S знатиме, що P не знатиме ці числа.
S зможе сказати "Я був впевнений, що ти їх не вгадаєш".
P знає, що p=42. P має варіанти (2,21), (3,14) та (6,7). Отже P знає, що сума s - 23, 17 або 13.
Якщо s=23:
S матиме варіанти (2,21), (3,20), (4,19), (5,18), (6,17), (7,16), (8,15), (9,14), (10,13) та (11,12).
S знатиме, що P не знатиме ці числа.
S зможе сказати "Я був впевнений, що ти їх не вгадаєш".
Якщо s=17:
S матиме варіанти (2,15), (3,14), (4,13), (5,12), (6,11), (7,10) та (8,9).
S знатиме, що P не знатиме ці числа.
S зможе сказати "Я був впевнений, що ти їх не вгадаєш".
Якщо s=13:
S матиме варіанти (2,11), (3,10), (4,9), (5,8) та (6,7).
S знатиме, якщо (2,11), P знатиме числа.
S не зможе сказати "Я був впевнений, що ти їх не вгадаєш".
P знає, що p=60. P має варіанти (2,30), (3,20), (4,15), (5,12) та (6,10). Отже, P знає, що сума s - 32, 23, 19, 17 або 16.
Якщо s=32:
S матиме варіанти (2,30), (3,29), (4,28), (5,27), (6,26), (7,25), (8,24), (9,23), (10,22), (11,21), (12,20), (13,19), (14,18) та (15,17).
S знатиме, якщо (3,29) або (13,19), P знатиме числа.
S не зможе сказати "Я був впевнений, що ти їх не вгадаєш".
Якщо s=23:
S матиме варіанти (2,21), (3,20), (4,19), (5,18), (6,17), (7,16), (8,15), (9,14), (10,13) та (11,12).
S знатиме, що P не знатиме ці числа.
S зможе сказати "Я був впевнений, що ти їх не вгадаєш".
Якщо s=19:
S матиме варіанти (2,17), (3,16), (4,15), (5,14), (6,13), (7,12), (8,11) та (9,10).
S знатиме, якщо (2,17), P знатиме числа.
S не зможе сказати "Я був впевнений, що ти їх не вгадаєш".
Якщо s=17:
S матиме варіанти (2,15), (3,14), (4,13), (5,12), (6,11), (7,10) та (8,9).
S знатиме, що P не знатиме ці числа.
S зможе сказати "Я був впевнений, що ти їх не вгадаєш".
Якщо s=16:
S матиме варіанти (2,14), (3,13), (4,12), (5,11), (6,10) та (7,9).
S знатиме, якщо (3,13) or (5,11), P знатиме числа.
S не зможе сказати "Я був впевнений, що ти їх не вгадаєш".
P знає, що p=66. P має варіанти (2,33), (3,22) та (6,11). Отже, P знає, що сума s - 35, 25 або 17.
Якщо s=35:
S матиме варіанти (2,33), (3,32), (4,31), (5,30), (6,29), (7,28), (8,27), (9,26), (10,25), (11,24), (12,23), (13,22), (14,21), (15,20), (16,19) та (17,18).
S знатиме, що P не знатиме ці числа.
S зможе сказати "Я був впевнений, що ти їх не вгадаєш".
Якщо s=25:
S матиме варіанти (2,23), (3,22), (4,21), (5,20), (6,19), (7,18), (8,17), (9,16), (10,15), (11,14) та (12,13).
S знатиме, якщо (2,23), P знатиме числа.
S не зможе сказати "Я був впевнений, що ти їх не вгадаєш".
Якщо s=17:
S матиме варіанти (2,15), (3,14), (4,13), (5,12), (6,11), (7,10) та (8,9).
S знатиме, що P не знатиме ці числа.
S зможе сказати "Я був впевнений, що ти їх не вгадаєш".
P знає, що p=70. P має варіанти (2,35), (5,14) та (7,10). Отже, P знає, що сума s - 37, 19 або 17.
Якщо s=37:
S матиме варіанти (2,35), (3,34), (4,33), (5,32), (6,31), (7,30), (8,29), (9,28), (10,27), (11,26), (12,25), (13,24), (14,23), (15,22), (16,21), (17,20) та (18,19).
S знатиме, що P не знатиме ці числа.
S зможе сказати "Я був впевнений, що ти їх не вгадаєш".
Якщо s=19:
S матиме варіанти (2,17), (3,16), (4,15), (5,14), (6,13), (7,12), (8,11) та (9,10).
S знатиме, якщо (2,17), P знатиме числа.
S не зможе сказати "Я був впевнений, що ти їх не вгадаєш".
Якщо s=17:
S матиме варіанти (2,15), (3,14), (4,13), (5,12), (6,11), (7,10) та (8,9).
S знатиме, що P не знатиме ці числа.
S зможе сказати "Я був впевнений, що ти їх не вгадаєш".
P знає, що p=72. P має варіанти (2,36), (3,24), (4,18), (6,12) та (8,9). P знає, що сума s - 38, 27, 22, 18 або 17.
Якщо s=38:
S матиме варіанти (2,36), (3,35), (4,34), (5,33), (6,32), (7,31), (8,30), (9,29), (10,28), (11,27), (12,26), (13,25), (14,24), (15,23), (16,22), (17,21) та (18,20).
S знатиме, якщо (7,31), P знатиме числа.
S не зможе сказати "Я був впевнений, що ти їх не вгадаєш".
Якщо s=27:
S матиме варіанти (2,25), (3,24), (4,23), (5,22), (6,21), (7,20), (8,19), (9,18), (10,17), (11,16), (12,15) та (13,14).
S знатиме, що P не знатиме ці числа.
S зможе сказати "Я був впевнений, що ти їх не вгадаєш".
Якщо s=22:
S матиме варіанти (2,20), (3,19), (4,18), (5,17), (6,16), (7,15), (8,14), (9,13) та (10,12).
S знатиме, якщо (3,19) або (5,17), P знатиме числа.
S не зможе сказати "Я був впевнений, що ти їх не вгадаєш".
Якщо s=18:
S матиме варіанти (2,16), (3,15), (4,14), (5,13), (6,12), (7,11) та (8,10).
S знатиме, якщо (5,13) або (7,11), P знатиме числа.
S не зможе сказати "Я був впевнений, що ти їх не вгадаєш".
Якщо s=17:
S матиме варіанти (2,15), (3,14), (4,13), (5,12), (6,11), (7,10) та (8,9).
S знатиме, що P не знатиме ці числа.
S зможе сказати "Я був впевнений, що ти їх не вгадаєш".
Лише варіант 3 виключає всі, крім однієї можливості для P. Так S вирішує, що (4,13) є відповіддю.
Вищенаведене рішення є підтвердженням, а не вирішенням. Воно підтверджує, що якщо P повідомили число 52, а S повідомили число 17, тоді і P визначить пару чисел, і S визначить цю пару чисел. Однак воно не доводить, що (4,13) є єдиною відповіддю. Коли є відповідь на друге питання, (тобто S каже «Я був впевнений, що ти їх не вгадаєш»), чи справді 52 це результат множення, який отримав P?
Відповідь — так. Для отримання відповіді можна використати книгу excel. Якщо x та y — це загадані числа, двома рівняннями будуть x+y=s та x*y=p. Підставляючи замість y, отримаємо x2-s*x+p=0. В книзі excel відбувається пошук цілих чисел для заданих значень s та p.

## Код мовою Python
Нижче наведено код мовою програмування Python, який доводить, що вищенаведене рішення є унікальним.
```
   
limit
 
=
 
100

   
#до їх розмови будь-яке x*y де 1<x<y<x+y<limit дозволено як P

   
PAllowed1
 
=
 
{}
 
   
for
 
x
 
in
 
range
(
2
,
 
limit
):
 
       
for
 
y
 
in
 
range
(
x
+
1
,
 
limit
-
x
):
 
           
if
 
x
*
y
 
not
 
in
 
PAllowed1
:
 
               
PAllowed1
[
x
*
y
]
 
=
 
1
 
           
else
:

               
PAllowed1
[
x
*
y
]
 
+=
 
1

   
# коли P каже "Я  не знаю", дозволені лише  P з PAllowed1[P]>1  

   
SNotAllowed1
 
=
 
{}
  
   
for
 
x
 
in
 
range
(
2
,
 
limit
):
 
       
for
 
y
 
in
 
range
(
x
+
1
,
 
limit
-
x
):
 
           
if
  
PAllowed1
[
x
*
y
]
 
==
 
1
 
:

               
SNotAllowed1
[
x
+
y
]
 
=
 
1
  
   
# коли S каже "Я не знаю", дозволені лише ті S, що лежать в площині SNotAllowed1

   
PAllowed2
 
=
 
{}
 
   
for
 
n
 
in
 
range
(
2
,
 
limit
):

     
if
 
n
 
not
 
in
 
SNotAllowed1
:

       
for
 
x
 
in
 
range
(
2
,
 
n
//
2
+
1
):

           
p
 
=
 
x
 
*
 
(
n
-
x
)

           
if
 
p
 
in
 
PAllowed1
 
and
 
PAllowed1
[
p
]
 
>
 
1
:

               
if
 
p
 
in
 
PAllowed2
:

                   
PAllowed2
[
p
]
 
+=
 
1

               
else
:

                   
PAllowed2
[
p
]
 
=
 
1
 
   
# дозволені лише ті P, що можуть бути поділені на два числа x,y де x+y дозволено лише в одному варіанті, тоюто PAllowed2[P]==1      

   
SAllowed2
 
=
 
{}
  
   
for
 
n
 
in
 
range
(
2
,
 
limit
):

     
if
 
n
 
not
 
in
 
SNotAllowed1
:

       
for
 
x
 
in
 
range
(
2
,
 
n
//
2
+
1
):

           
if
 
x
*
(
n
-
x
)
 
in
 
PAllowed2
 
and
 
PAllowed2
[
x
*
(
n
-
x
)]
 
==
 
1
:

               
if
 
n
 
in
 
SAllowed2
:

                   
SAllowed2
[
n
]
 
+=
 
1

               
else
:

                   
SAllowed2
[
n
]
 
=
 
1

   
# оскільки S тепер знає відповідь, то поділ може бути здійснений лише в одному варіанті - S, де SAllowed2[S]==1

   
for
 
n
 
in
 
SAllowed2
:
 
       
if
 
SAllowed2
[
n
]
 
==
 
1
:

           
for
 
x
 
in
 
range
(
2
,
 
n
//
2
+
1
):

               
if
 
x
*
(
n
-
x
)
 
in
 
PAllowed2
 
and
 
PAllowed2
[
x
*
(
n
-
x
)]
 
==
 
1
:

                  
print
 
'(S,P) = ( 
%d
 , 
%d
 ), (x,y)= ( 
%d
 , 
%d
 )'
 
%
 
(
n
,
 
x
*
(
n
-
x
),
 
x
,
 
n
-
x
)

```

## Код мовою Scala
Нижче наведено код мовою програмування Scala, який доводить, що вищенаведене рішення є унікальним.
```
object
 
ImpossiblePuzzle
 
extends
 
App
 
{

  
type
 
XY
 
=
 
(
Int
,
 
Int
)

  
val
 
step0
 
=
 
for
 
{

    
x
 
<-
 
1
 
to
 
100

    
y
 
<-
 
1
 
to
 
100

    
if
 
1
 
<
 
x
 
&&
 
x
 
<
 
y
 
&&
 
x
 
+
 
y
 
<
 
100

  
}
 
yield
 
(
x
,
 
y
)

  
def
 
sum
(
xy
:
 
XY
)
 
=
 
xy
.
_1
 
+
 
xy
.
_2

  
def
 
prod
(
xy
:
 
XY
)
 
=
 
xy
.
_1
 
*
 
xy
.
_2

  
def
 
sumEq
(
xy
:
 
XY
)
 
=
 
step0
 
filter
 
{
 
sum
(
_
)
 
==
 
sum
(
xy
)
 
}

  
def
 
prodEq
(
xy
:
 
XY
)
 
=
 
step0
 
filter
 
{
 
prod
(
_
)
 
==
 
prod
(
xy
)
 
}

  

  
val
 
step2
 
=
 
step0
 
filter
 
{
 
sumEq
(
_
)
 
forall
 
{
 
prodEq
(
_
).
size
 
!=
 
1
 
}}

  
val
 
step3
 
=
 
step2
 
filter
 
{
 
prodEq
(
_
).
intersect
(
step2
).
size
 
==
 
1
 
}

  
val
 
step4
 
=
 
step3
 
filter
 
{
 
sumEq
(
_
).
intersect
(
step3
).
size
 
==
 
1
 
}

  
println
(
step4
)

}

```